# Слободан Чашуле
Слободан Чашуле (на македонска литературна норма: Слободан Чашуле) е журналист и политик от Република Македония.

## Биография
Роден е на 27 септември 1945 година в град Скопие. Син е на югославския функционер Коле Чашуле и внук на българския просветен деец Илия Кепев. През 1975 завършва Папския католически университет в Лима. От 1965 до 1967 е новинар в ТВ Скопие, като е един от основателите на телевизията. Между 1967 и 1974 е кореспондент на ТВ Скопие в Чили и Перу, а след това до 1980 и на ТАНЮГ в Латинска Америка и Карибите. В периода 1980-1990 година е главен редактор на ТАНЮГ за Социалистическа република Македония. От 1990 до 1994 е директор и главен редактор на македонското радио. От януари до април 1999 година е генерален директор на вестник „Нова Македония“. Между 2001 и 2002 година става четвъртият по ред министър на външните работи в правителството на Любчо Георгиевски. През 2002 година става народен представител в Парламента на Македония.
В края на 2012 г. е назначен за посланик на Република Македония в Испания, където три години по-късно почива.